# Canódromo Meridiana
El Canódromo Meridiana es un edificio situado en Barcelona en el barrio El Congrés i els Indians, dedicado originalmente a la carreras de galgos. El edificio fue construido por los arquitectos Antoni Bonet y Josep Puig y abrió sus puertas en 1964. Fue punto de encuentro para los vecinos del barrio del Congreso y La Sagrera durante los años en que estuvo operativo, hasta el cierre de sus actividades en 2006. Por su singularidad arquitectónica fue catalogado como Patrimonio arquitectónico de la ciudad.
En 2010 el edificio pasó a manos municipales. La pista fue reconvertida en parque y el edificio como Parque de Investigación Creativa desde marzo de 2016.

## Descripción
El Canódromo está ubicado en el Distrito de San Andrés y ocupa la totalidad de una manzana casi rectangular, enmarcada por las calles Concepción Arenal, Riera de Horta, Pardo e Ignacio de Ros. Esta zona de la ciudad se había empezado a urbanizar a partir de principios de los años 50 con la construcción de las Viviendas del Congreso Eucarístico Internacional.
Como reza su nombre, fue construido para la celebración de carreras de galgos. En el lado norte apoya el edificio principal y el resto se situaba la alargada pista de carreras con los extremos en semicírculo.
El edificio principal es ligero, de líneas sencillas y estructura vista. El volumen, formado por dos plantas paraboloides, se sustenta en pilares de acero. La planta baja se dedicaba a los espacios de servicio (perreras, aseos, oficinas...). En la planta alta se situaba la zona de apuestas y el bar, con un gran espacio de circulación que se abre en la pista por medio de gradas en voladizo, protegidas por un brise-soleil de hormigón.
El edificio, construido entre los años 1962 y 1963, se resuelve con un lenguaje coherente y propio del Movimiento Moderno del que el arquitecto Antoni Bonet era un destacado exponente.
Los forjados son de hormigón, las gradas de hormigón prefabricado y el plan de la cubierta se resuelve con un aglomerado autoportante con tela asfáltica acabado con un árido. En la fachada posterior unos tensores verticales ligan la estructura en el techo inferior para evitar el balanceo de la cubierta. Los acabados son de una gran crudeza, laminados metálicos, pavimentos de hormigón lavado, paneles de aglomerado natural, estucos blancos y cerámica vidriada en tonos marrón y ámbar.

## Historia
Fue inaugurado en 1964 como canódromo (de ahí su nombre, el cual aún conserva) en pleno auge de las carreras de galgos en España durante los años 70 y 80, llegando a albergar hasta 14 campeonatos de España de la disciplina entre 1965 y 2005. Cuando este deporte entró en declive a partir de los años 90 la pista se mantuvo hasta el final (desde 1999 fue la única que seguía en activo en España) hasta cerrar sus puertas en febrero de 2006. En su época de esplendor cerca de 700 galgos estaban en unas perreras de Santa Coloma de Gramanet y sesenta participaban en las carreras.
Desde su cierre se plantearon varios proyectos para instalar un conector entre empresas creativas y creadores. En 2010 el edificio pasó a manos municipales. Ese mismo año el espacio de la pista de competición se convirtió en un parque, abierto al barrio, quedando por rehabilitar el edificio de tribuna.
La primera fase de rehabilitación tuvo lugar en 2010 y fue financiada por el Fondo Estatal de Inversión Local, con cuatro millones de euros. La segunda fase se centró con la adecuación del interior, con un coste de 800.000 euros. Finalmente, la tercera y cuarta fase (entre 2012 y 2016) permitieron hacer las intervenciones arquitectónicas y de diseño de interiores de acuerdo con el proyecto final de incubadora de proyectos y han tenido un coste de 1,6 millones de euros. En 2016 fue reinaugurado como Canódromo, Parque de Investigación Creativa.
En el año 2024 fue inaugurada la reforma de la plaza con zona enjardinada para el disfrute de la gente del barrio.

## Galería

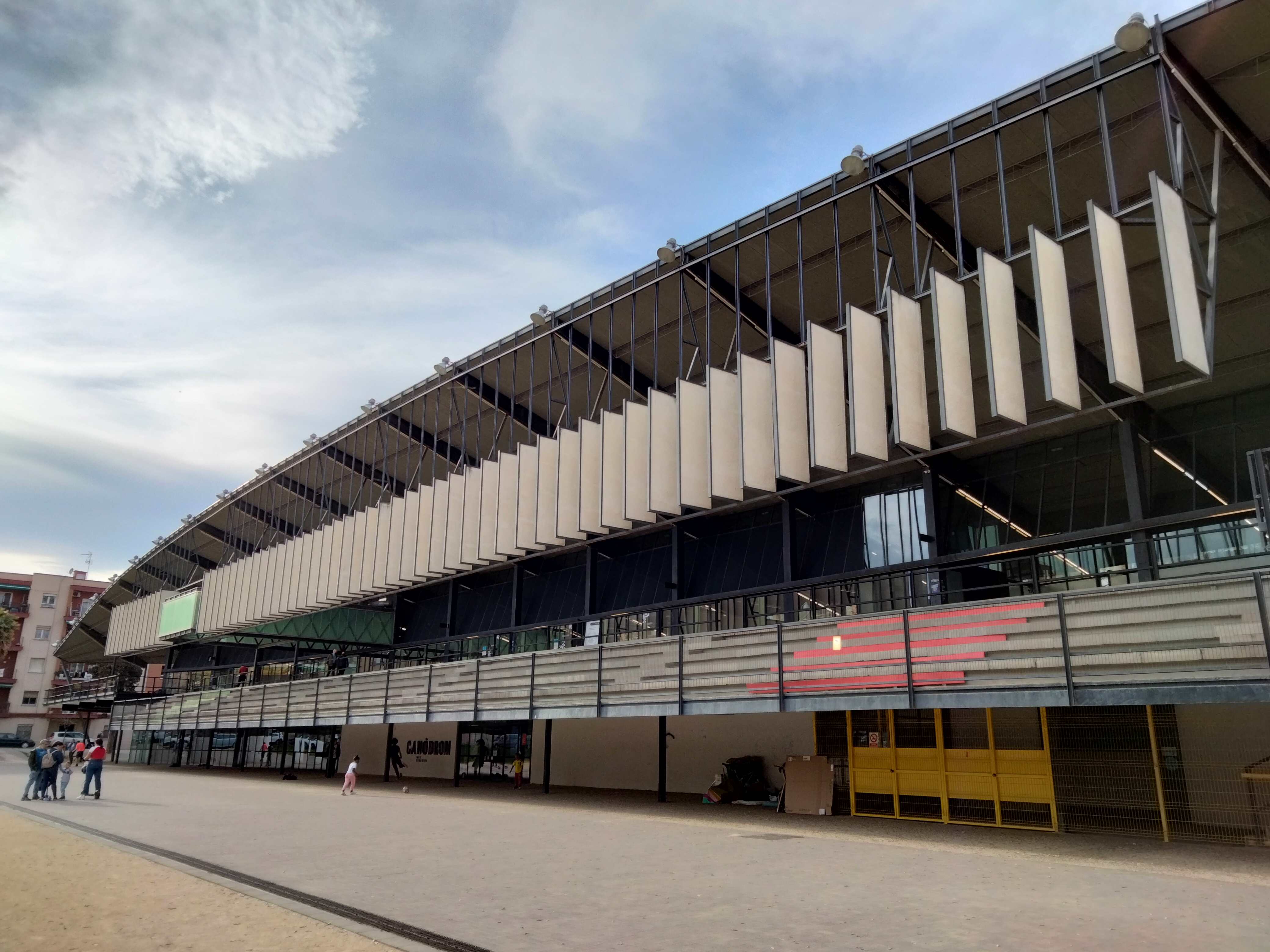
Vista desde el este
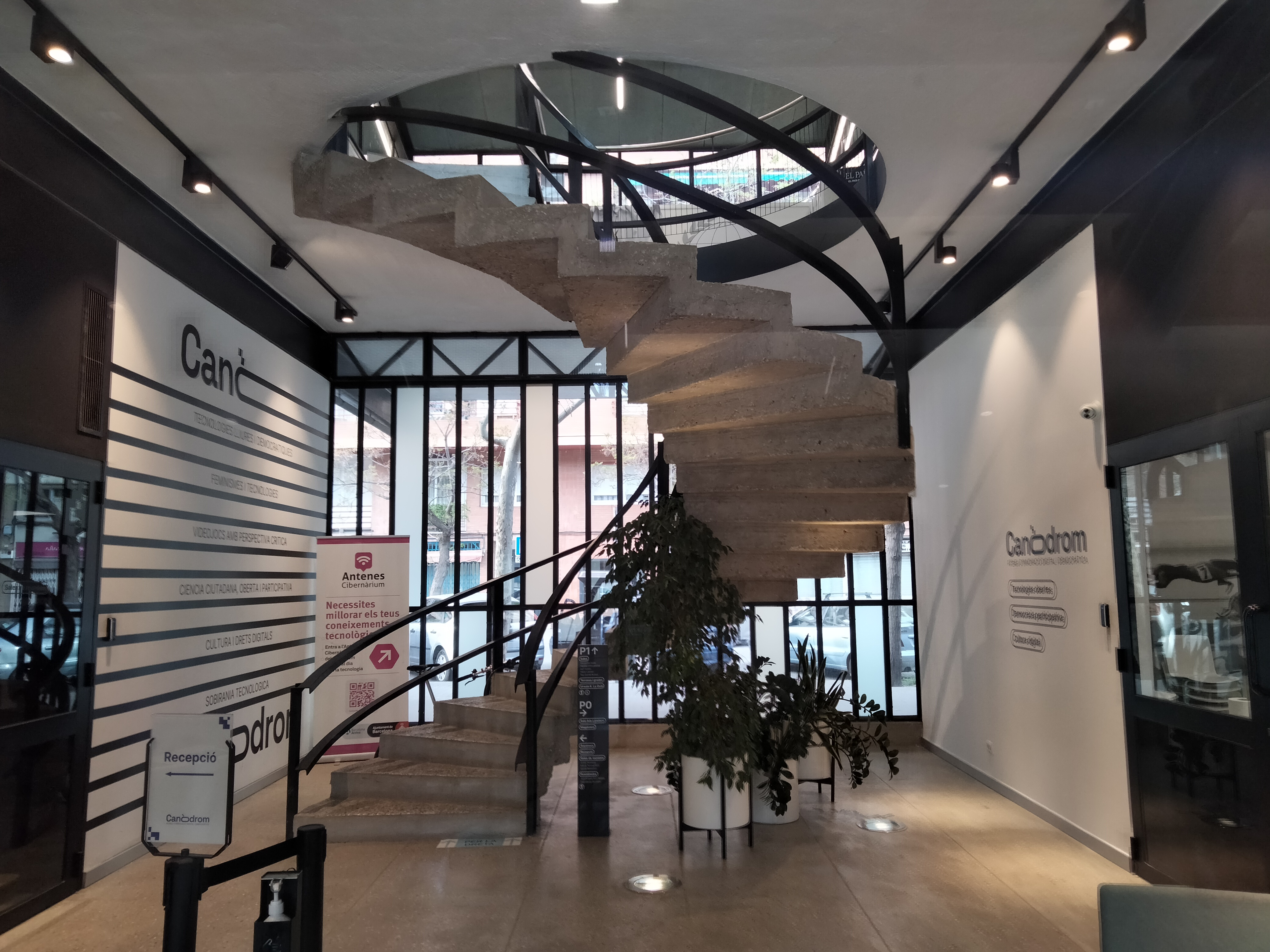
El interior
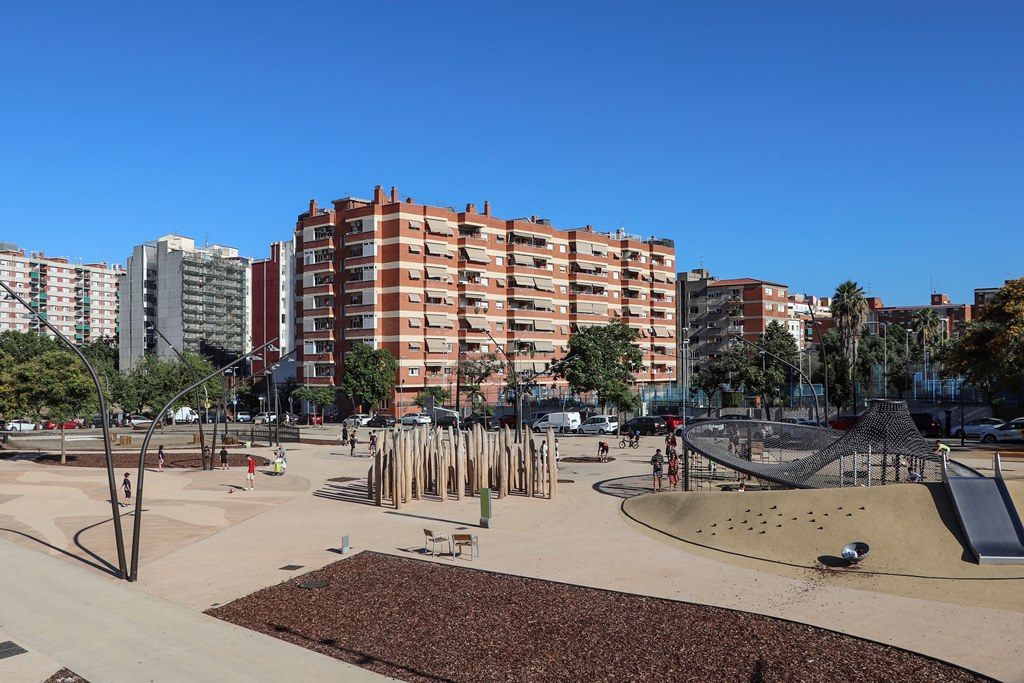
La plaza reformada